# تابير بيردي
تابير بيردي (الاسم العلمي:Tapirus bairdii) هي نوع من الحيوانات تتبع جنس التابير من فصيلة التابيرات.